# Brug 9085
Brug 9085 is een bouwkundig kunstwerk in de gemeente Ouder-Amstel. 

## Bouwwerk
Ondanks dat het ligt in de gemeente Ouder-Amstel kreeg dit viaduct een Amsterdams brugnummer.  Het viaduct werd rond 1974 namelijk gebouwd voor de aanleg van de Oostlijn binnen de Amsterdamse Metro. Het viaduct werd gebouwd naast een al aanwezig spoorviaduct met twee sporen voor de Spoorlijn Amsterdam - Elten. De Van der Madeweg zag er destijds uit als een zandweg.
De nieuwbouw werd drager van de gezamenlijke in- en uitgang van het metrostation Duivendrecht, dat direct ten noorden van de weg ligt.
Het spoor kreeg hier geen spoorstation. Al tijdens de bouw werd er rekening gehouden met de verplaatsing van het westelijke spoor (richting Utrecht). Dat lag eerst op genoemd spoorviaduct, maar werd verplaatst naar het westelijke metroviaduct, zodat metro en stations in het midden kwam te liggen. De verdeling werd van west naar oost:
- westelijk viaduct: trein één spoor richting Utrecht en één metrospoor richting Amsterdam-Zuidoost
- centraal viaduct: één metrospoor richting Zuidoost; één metrospoor richting Station Amsterdam Amstel
- oostelijk viaduct: één metrospoor richting Station Amsterdam Amstel en één treinspoor richting Station Amsterdam Amstel;

Vanwege deze constructie kreeg het metrostation maar één ingang, waarbij er een tunnel in het viaduct gebouwd werd om de voetgangers naar de centrale hal te brengen.
Met de bouw van de metroviaducten kwamen ook twee andere kunstwerken tot stand. Brug 846 voor voetgangers onder de Van der Madeweg door en de Duikerbrug Van der Madeweg over de afwateringssloot van het dijklichaam. De hoofdwerken werden gebouwd onder architectuur van Sier van Rhijn en Ben Spängberg; zij vertonen tekenen van het brutalisme, de afdrukken van de bekistingen zijn bijna overal zichtbaar. Het oude spoorviaduct heeft die tekenen niet. De twee aanvullende werken werden ontworpen door Dirk Sterenberg, die meer van glad beton was. De drie architecten werkten allen voor de Dienst der Publieke Werken.  
Daar waar de meeste spoor- en metroviaducten in Amsterdam een naam kregen verwijzend naar het onderliggende water of de onderliggende weg, bleef dit stelsel van viaducten naamloos omdat Amsterdam alleen het beheer voert.

## Afbeeldingen

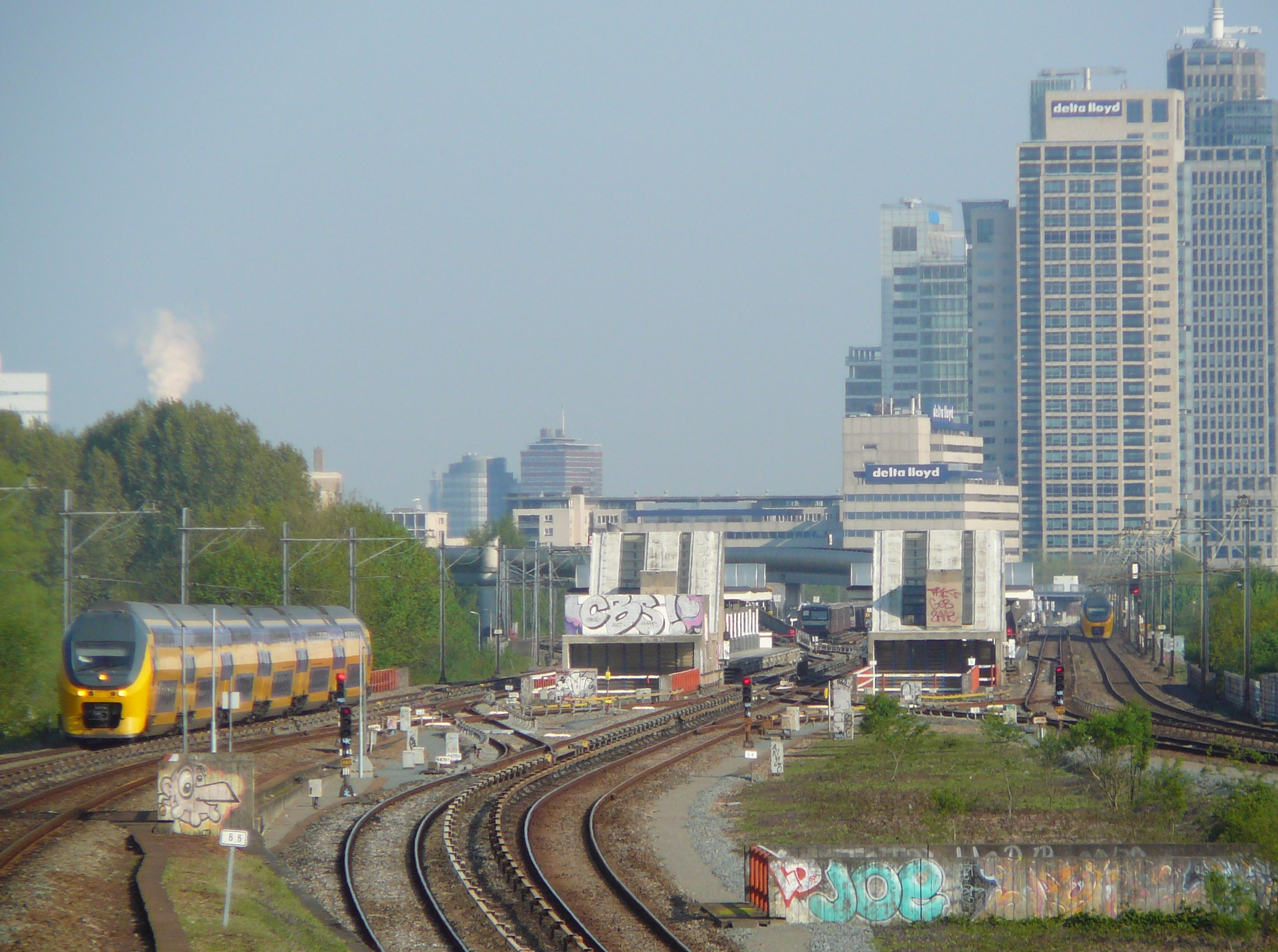
Bovenzijde viaduct 9085 (2008)
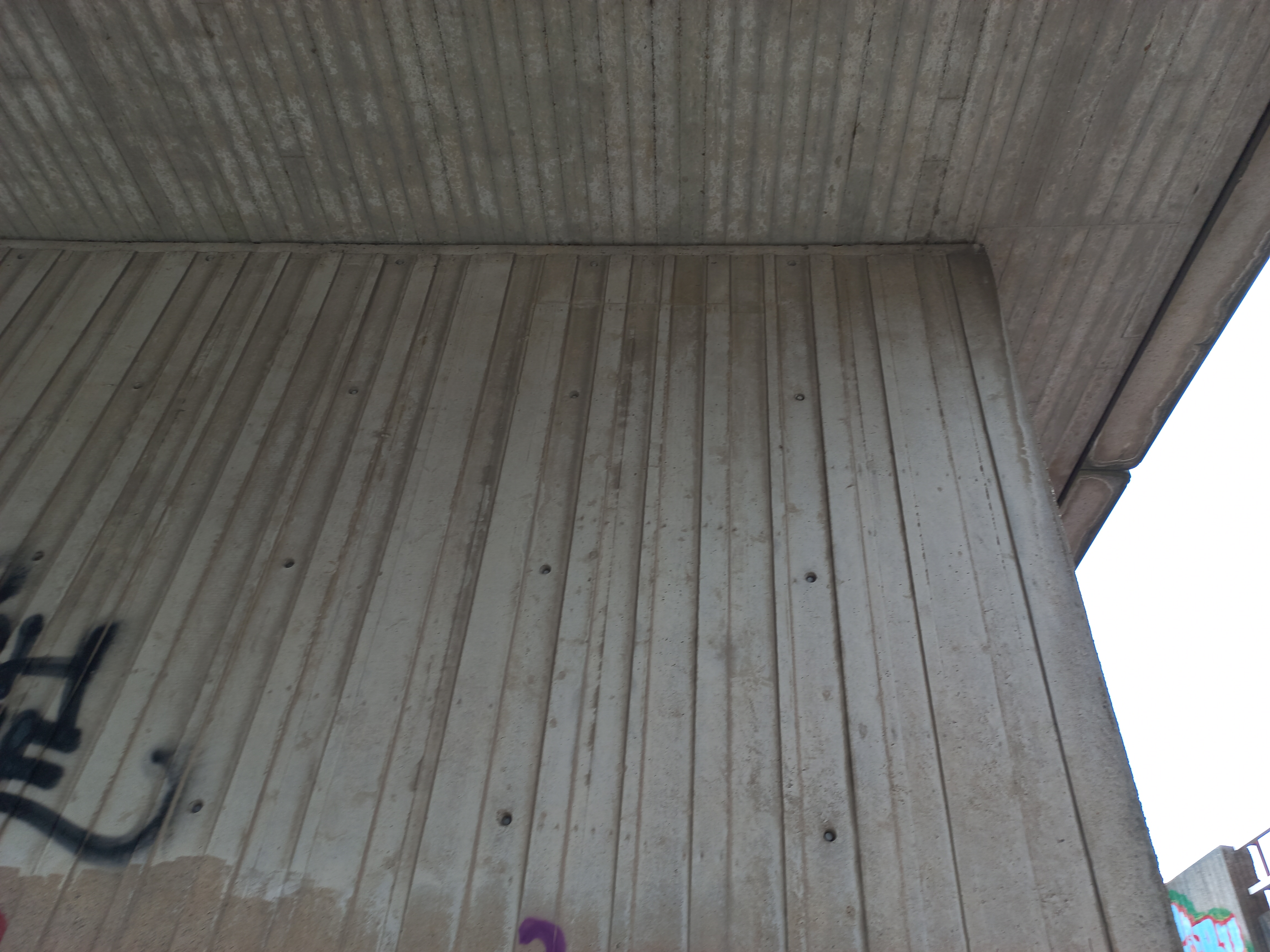
Brutalistische pijler en dek (augustus 2023)
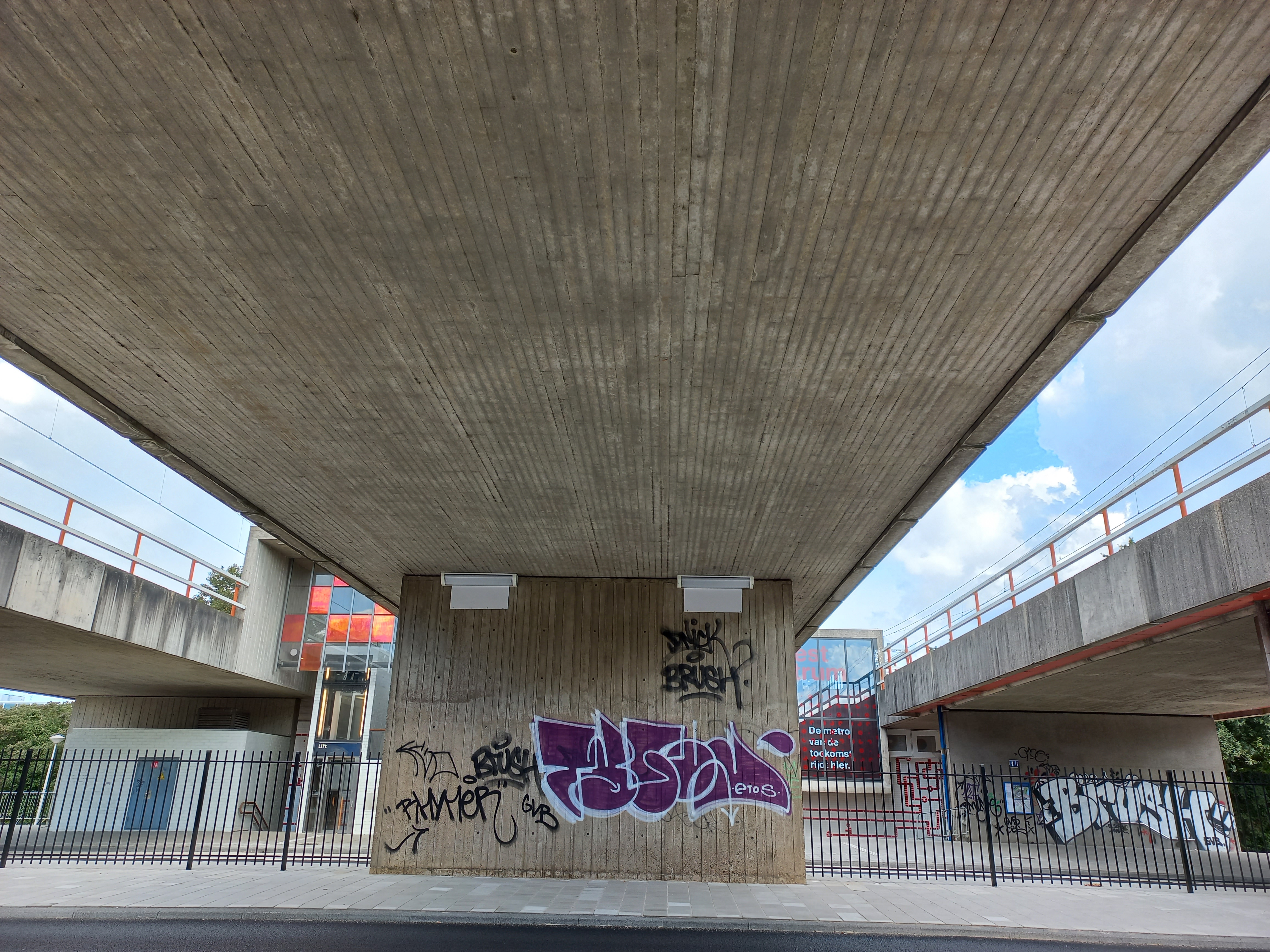
Brutalistische dek en pijler (augustus 2023)
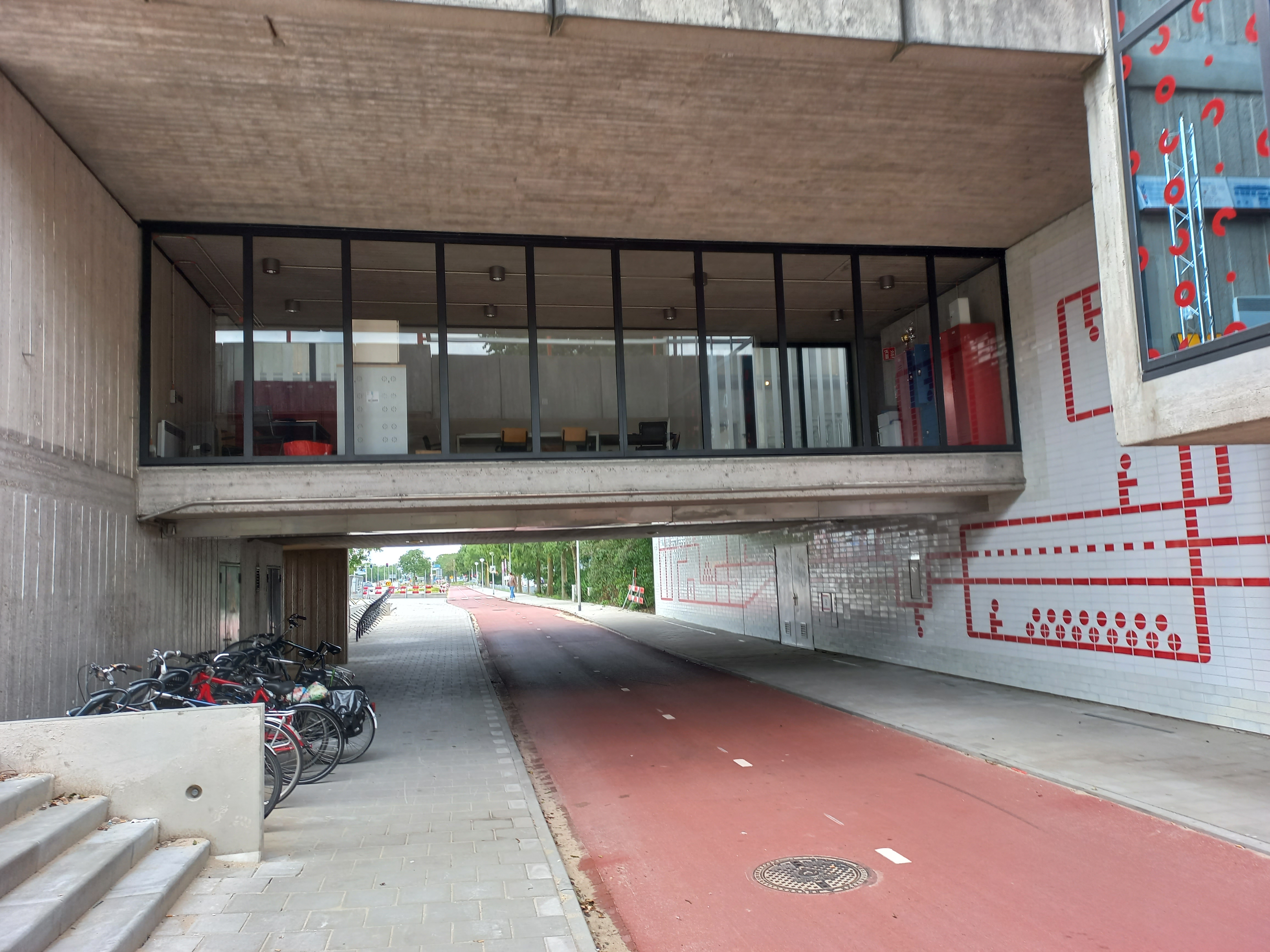
Brug in een brug (augustus 2023)